# Tête à l'Anglais
Tête à l'Anglais är en ö i Guadeloupe (Frankrike). Den ligger i den nordvästra delen av Guadeloupe, 40 km norr om huvudstaden Basse-Terre.